# Megaselia jheringi
Megaselia jheringi är en tvåvingeart som först beskrevs av Borgmeier 1923.  Megaselia jheringi ingår i släktet Megaselia och familjen puckelflugor. Inga underarter finns listade i Catalogue of Life.